# August Harambašić
August Harambašić (Donji Miholjac, 14. srpnja 1861. – Zagreb, 16. srpnja 1911.), bio je hrvatski pisac, pjesnik, publicist, odvjetnik, političar i prevoditelj.

## Životopis
August Harambašić rođen je u Donjem Miholjcu. Bio je pravoslavni vjernik. Gimnaziju je prvo pohađao u Požegi, a maturirao je u Osijeku 1879. godine. Pravo je studirao u Zagrebu i Beču te u Zagrebu 1884. godine završio studij. Godine 1892. je doktorirao, 1894. položio sudački, a 1896. pravosudni ispit. Pravo obavljanja odvjetničke prakse dobio je 1900. godine. Politički je pratio oštru liniju Ante Starčevića, radi čega je bio više puta priveden u zatvor. Godine 1900. izabran je za prvoga tajnika Društva hrvatskih književnika. U Hrvatskom saboru je bio pravaški zastupnik od 1901. godine. 
Bio je urednik i novinar raznih časopisa, kao npr. Preporod (također i vlasnik), Bič, Trn, Balkan, Hrvatska vila i Prosvjeta te urednik dnevnika Hrvatske iz 1906. i Hrvatske iz 1900. godine. Prevodio je poznate pisce, kao npr. Gogolja, Tolstoja, Wildea, Shakespearea, Ševčenka i Marka Vovčka. Prevodio je s bugarskoga, češkog, poljskog, ruskog, francuskog, talijanskog i njemačkog jezika.
Nakon što su hrvatski đaci (Vladimir Vidrić i dr.) prosvjedno spalili mađarsku zastavu, na suđenju studenoga 1895. godine branili su ih August Harambašić i ini ugledni zagrebački odvjetnici Marijan Derenčin, Ivan Ružić, Kornitzer, M. Petračić, Franko Potočnjak, Šime Mazzura i Mile Starčević.

## Djela
- Ružmarinke, Zagreb, 1882., 1883., 1887.
- Slobodarke, Zagreb, 1883.
- Sitne pjesme, Osijek, 1884.
- Zlatka, Zagreb, 1885.
- Tugomilke, Zagreb, 1887.
- Hrvatski pučki pismovnik za sve potrebe gradjanskoga života, Zagreb, 1888. (suautor Nikola Kokotović)[5]
- Rob, Zagreb, 1888.
- Kraljev hir, Zagreb, 1889. (suautor Stjepan Miletić)[6]
- Pjesničke pripoviesti, Zagreb, 1889.
- Smilje i kovilje, Zagreb, 1890.
- Zlatna knjiga za djecu, Zagreb, 1890.
- Mali raj, Zagreb, 1891.
- Nevenke, Zagreb, 1892.
- Petru Preradoviću: proslov za Preradovićevu večer što ju je dne 15. veljače 1894 priredilo Hrvatsko akad. družtvo "Zvonimir" u Beču / spjevao August Harambašić, Zagreb, 1895.
- Izabrane pjesme, Zagreb, 1894.
- Armida, Zagreb, 1896. (suautor Stjepan Miletić)[6]
- Pučke pripoviesti, Zagreb, 1899.
- Smilje i kovilje: pjesmice i priče: sa tri slike / hrvatskoj djeci poklanja August Harambašić, Zagreb, 1910?

### Posmrtno
- Antologija, Zagreb, 1926.
- Ukupna djela Augusta Harambašića, 1–4, 7–10, Zagreb, 1942., 1943.
- Pjesme i proza, Pet stoljeća hrvatske književnosti, 54. Zagreb, 1966., 29–126.
- Hrvatska Hrvatom, Zagreb, 1995.
- Pjesme, Vinkovci, 1998.
- Izabrane pjesme, Zagreb, 1998.
- Pokraj peći maca prela, Hrvatski klasici najmlađima, Zagreb, 2004., (suautori Krunoslav Kuten, Ivana Brlić-Mažuranić)[7]
- Izabrana djela, Biblioteka Stoljeća hrvatske književnosti, Zagreb, 2005.

## Spomen
- Osnovna škola u Donjem Miholjcu i u Zagrebu nose naziv po njemu.

## Vanjske poveznice
- Harambašić, August, digitalna.nsk.hr
- Smilje i kovilje: pjesmice i priče: sa tri slike / hrvatskoj djeci poklanja August Harambašić, digitalnezbirke.kgz.hr
- Bog i Hrvati: op.169 / glasbotvorio F. S. Vilhar ; spjevao August Harambašić, digitalnezbirke.kgz.hr
- August Harambašić, lektire.skole.hr
- Irvin Lukežić, August Harambašić – Sušačko razdoblje, Sušačka revija, broj 49, 2005.